# مارتینا باتینی
مارتینا باتینی (ایتالیایی: Martina Batini؛ زادهٔ ۱۷ آوریل ۱۹۸۹) شمشیرباز اهل ایتالیا است.